# دالار (أرارات)
مدينة دالار (بالأرمينية:Դալարի) (بالإنجليزية: Dalar)‏ هي إحدى المدن التابعة لمقاطعة أرارات في أرمينيا. يقدر عدد سكانها بـ 2719 نسمة حسب الإحصاء الذي جرى عام 2011.